# Nisha Ayub
Nisha Ayub (Malacca, 5 aprile 1979) è un'attivista malese per diritti transgender.
È la cofondatrice della SEED Foundation a conduzione comunitaria e della campagna transgender Justice for Sisters. Nel 2016 le è stato assegnato il prestigioso International Women of Courage Award e nel 2019 è nella lista delle 100 donne più influenti stilata da BBC, The BBC's 100 women of 2019.

## Biografia
Nisha Ayub è nata a Malacca, in Malesia, il 5 aprile 1979. È di origine mista materna indiana, singalese e paterna malese. Cresciuta dalla famiglia cristiana di sua madre (la madre si è poi convertita all'Islam) dopo la morte del padre all'età di sei anni, ha ricordi di quando era bambina e indossava un selendang (scialle) mentre ballava le canzoni di Bollywood. A nove anni, Nisha ha partecipato a un concorso di costumi, come ballerina, indossando un abito nero e una parrucca. In tale momento ha capito che questa era la vera Nisha.

## Attivismo
Come donna transgender, Nisha ha affrontato le forze dell'ordine nel paese dove vengono applicate le leggi della shari'a islamica dai dipartimenti religiosi islamici statali. Ai sensi di una disposizione della Shari'a, a una persona di sesso maschile è proibito vestirsi o comportarsi come una donna e apparire in pubblico in quel modo. La violazione di questo è punibile con una multa di 1.000 ringgit (circa 257 dollari statunitensi) e una pena detentiva per un periodo da sei mesi a un anno. In base a questa legge, nel 2000 Ayub è stata imprigionata per tre mesi in una prigione maschile, dove il guardiano e altri prigionieri l'hanno aggredita sessualmente. Riguardo al periodo passato in prigione, Ayub ha detto: "Mi hanno chiesto di spogliarmi nuda di fronte a tutti. Mi hanno preso in giro, perché il mio corpo non è conforme a quello che dovrebbe essere per uomini e donne".
Attraverso le organizzazioni non governative che ha fondato, Nisha Ayub svolge diverse attività a favore della comunità transgender: consulenza e servizi di supporto per questioni di salute e benessere, formazione per lo sviluppo di carriere professionali, assistenza legale per l'abrogazione delle leggi discriminatorie della Malesia.

## Cultura di massa
Nel 2015 Nisha Ayub è stata insignita del premio Alison Des Forges di Human Rights Watch per l'attivismo e per la sua audace azione contro le leggi malesi. L'anno seguente ha ricevuto l'International Women of Courage Award, diventando in questo modo la prima donna dichiaratamente transgender a ricevere quel premio
Nel 2016, la città di San Diego ha dichiarato il 5 aprile come il Nisha Ayub Day nella città statunitense. Nel proclama, il sindaco di San Diego Kevin L. Faulconer ha dichiarato: "Nisha Ayub continua a lottare per l'uguaglianza e la protezione di tutte le persone nel suo paese e oltre i suoi confini".
Nel 2018, un docente della Facoltà di Agraria dell'Università di Putra in Malesia, Leena Wong insieme al principale autore dello studio, Patrick Krug della California State University di Los Angeles, hanno scoperto una nuova specie di lumaca di mare che si mimetizza come alga, e alla conferma che era davvero una nuova specie, l'hanno chiamata Sacoproteus nishae , in onore di Nisha Ayub. La lumaca di mare è stata così chiamata per la sua capacità di mimetizzarsi, definendola "il miglior esempio di un animale mascherato da pianta".
Nel 2019, Nisha è diventata l'unica malese nella lista delle 100 donne stilata da British Broadcasting Corporation, riconosciuta dalla BBC per il suo lavoro di assistenza alla comunità transgender locale.

## Riconoscimenti
- Premio Alison Des Forges per attivismo straordinario, Human Rights Watch (2016)[8]
- International Women of Courage Award, Dipartimento di Stato degli Stati Uniti (2016)[2]
- BBC 100 Women, BBC (2019)[12]